# شب‌های کابیریا
شبهای کابیریا (به ایتالیایی: Le notti di Cabiria) فیلمی ایتالیایی محصول سال ۱۹۵۷ به کارگردانی فدریکو فلینی است. جولیتا ماسینا همسر فلینی در این فیلم نقش فاحشه‌ای ساده ولی حساس با نام «کابیریا سسرالی» را در شهر رم بازی می‌کند. فلینی نام کابیریا را از فیلمی ایتالیایی محصول ۱۹۱۴ با همین نام گرفته است و شخصیت کابیریا از فصلی کوتاه از فیلم شیخ سفید به کارگردانی خودش گرفته شده است.
این فیلم در سال ۱۹۵۸ برنده جایزه اسکار بهترین فیلم خارجی زبان شده است. جولیتا ماسینا برنده جایزه بهترین بازیگر زن از جشنواره کن شد و خود فیلم هم نامزد جایزه نخل طلا بود.